# Inertie thermique
L'inertie thermique d'un matériau est sa résistance au changement de température lorsque intervient une perturbation de son équilibre thermique.
Lorsqu'un matériau se trouve à l'équilibre thermique, sa température est fixe et les échanges de chaleur (par conduction, convection, rayonnement) qu'il entretient avec son environnement sont équilibrés (il reçoit autant de chaleur reçue qu'il en cède). Lorsqu'une perturbation thermique l'amène vers une nouvelle température d'équilibre, l'inertie thermique est mise en évidence par le temps nécessaire pour atteindre ce nouveau point d'équilibre : si le matériau a une faible diffusivité thermique, il atteindra le nouvel équilibre au bout d'un temps long, si à l'inverse elle est élevée, il l'atteindra au bout d'un temps bref.
Le temps mis pour atteindre le nouvel équilibre est le temps caractéristique. Il dépend de la diffusivité thermique du matériau et de l'écart entre les deux températures d'équilibre.  
La notion d'inertie thermique est utilisée en particulier dans le secteur du bâtiment, dans le cadre de la conception des parois opaques extérieures. Les températures intérieure et surtout extérieure de ces parois varient fréquemment. En particulier, ces parois subissent l'influence thermique du rayonnement solaire. Les matériaux qui les composent doivent idéalement participer à la stabilité de la température intérieure, pour assurer un rôle de protection face aux aléas thermiques.
Dans le secteur industriel, maîtriser l'inertie thermique des éléments ou matériaux permet souvent d'optimiser les processus de fabrication.

## Grandeurs pour quantifier l'inertie thermique d'un matériau
On quantifie l'inertie thermique essentiellement par :
- la diffusivité thermique {\displaystyle D} (ou {\displaystyle a}) du matériau, qui représente sa tendance à favoriser la diffusion de la chaleur (de ce fait, dans le milieu du bâtiment, une faible diffusivité est souvent considérée comme étant une « bonne » valeur) ;
- l'épaisseur {\displaystyle e} du matériau considéré ; le temps caractéristique (auquel est lié le déphasage thermique) dépend alors de ces deux premiers paramètres, puisqu'il est de l'ordre de {\displaystyle e^{2}/D} ;
- l'effusivité thermique du matériau considéré, c'est-à-dire sa capacité à échanger de l'énergie thermique avec son environnement.

L'inertie thermique ne dépend donc pas uniquement de la densité des matériaux traversés. Par exemple, le béton a une diffusivité élevée (que l'on peut qualifier de « mauvaise »). Ainsi malgré sa masse volumique élevée, la chaleur issue de l'absorption du rayonnement solaire traverse rapidement ce matériau et crée des surchauffes dans les constructions.
À la différence de la diffusivité thermique, qui décrit la rapidité d’un déplacement des calories à travers la masse d’un matériau, l’effusivité décrit la rapidité avec laquelle un matériau absorbe la chaleur. Plus l’effusivité est élevée, plus le matériau absorbe d’énergie sans se réchauffer notablement. Au contraire, plus elle est faible, plus vite le matériau se réchauffe. Par exemple, le béton a une effusivité élevée et donne une sensation de froid au toucher alors que le bois a une effusivité faible et ne donne pas une sensation de froid au toucher.

## Effets dans le cas d'un bâtiment
Dans le domaine du bâtiment, on cherche à exploiter les comportements inertiels des matériaux pour gérer au mieux les aléas thermiques. La température extérieure ainsi que l'absorption du rayonnement solaire par les parois varient de façon périodique, à l'échelle d'une journée mais aussi d'une saison. La température à l'intérieur du bâtiment suit nécessairement ces variations, mais l'enveloppe du bâtiment crée un phénomène d'inertie thermique qui se manifeste par :
- un amortissement, qui atténue les effets des canicules ou des grands froids
- un déphasage, lié au temps caractéristique mentionné plus haut, qui permet de retarder les effets (exemple  : en été, le front de chaleur du rayonnement solaire pénètre dans la maison en fin de journée plutôt qu'en matinée).

L'amortissement et le déphasage sont d'autant plus marqués que l'inertie thermique est grande.
On peut distinguer deux cas de figure où intervient l'inertie thermique :
- l'inertie en transmission, qui concerne l'atténuation de l'influence des conditions extérieures, notamment les impacts du rayonnement solaire sur la température intérieure du bâtiment. Cette inertie repose essentiellement sur une isolation thermique avec une très faible diffusivité thermique du côté extérieur de l'enveloppe du bâtiment. La résistance thermique de l'isolant mais surtout sa diffusivité jouent un rôle important dans ce cas ;
- l'inertie par absorption, qui concerne l'accumulation de chaleur ou de fraîcheur dans les cloisonnements et les parois de la structure en contact avec l'intérieur du bâtiment. L'épaisseur des parois lourdes n'a pas trop d'importance au-delà d'une quinzaine de centimètres par face (accumulation de chaleur près de la surface).

## Application dans la cuisson
Une cuisson démarrée de façon classique peut être achevée à l'inertie thermique en utilisant un caisson isotherme, selon une technique nommée marmite norvégienne.